# Ange Atsé
Ange Flore Atsé Chiépo (* 25. August 1988 in Adjamé) ist eine ivorische Fußballspielerin. 

## Karriere

### Verein
Atsé begann ihre Karriere in ihrer Heimatstadt bei OMNESS d'Adjamé. Seit 2003 spielt sie für Juventus de Yopougon, mit dem sie bislang 13 Titel gewann, darunter 2004 und 2005 den Coupe de la Fédération, das afrikanische Gegenstück zum UEFA Women’s Cup.

### Nationalmannschaft
Seit 2005 steht sie im Kader der Ivorische Fußballnationalmannschaft der Frauen und gab ihr Länderspieldebüt im Rahmen einer Dakar-Reise des ivorischen Fußballverbandes im April 2005.

### Erfolge
- Ligue 1 (9): 2003, 2004, 2005, 2006, 2007, 2008, 2009, 2010 und 2012[4]
- Coupe de Côte d’Ivoire (3): 2005, 2006, 2007
- Coupe de la Fédération-Sieger (2×): 2004 und 2005